# Darcy Furber
 (octobre 2011).
Si vous disposez d'ouvrages ou d'articles de référence ou si vous connaissez des sites web de qualité traitant du thème abordé ici, merci de compléter l'article en donnant les références utiles à sa vérifiabilité et en les liant à la section « Notes et références ».
Darcy Furber est un homme politique canadien. Il a été élu député de la circonscription électorale de Prince Albert Northcote à l'Assemblée législative de la Saskatchewan lors de l'élection saskatchewanaise du mercredi 7 novembre 2007 sous la bannière du Nouveau Parti démocratique de la Saskatchewan.
Lors de l'élection générale du lundi 7 novembre 2011, il fut défait par la candidate du Parti saskatchewanais Victoria Jurgens.